# Quận Clay, Alabama
Quận Clay là một quận thuộc tiểu bang Alabama, Hoa Kỳ. Quận này được đặt tên theo chính khác Mỹ Henry Clay. Dân số năm 2000 của quận Clay là 14.254 người. Quận lỵ đóng tại Ashland. Đây là một quận khô.

## Thông tin nhân khẩu
Theo điều tra dân số 2 năm 2000, quận đã có 14.254 người, 5.765 hộ gia đình, và 4.098 gia đình sống trong quận hạt. Mật độ dân số là 24 người trên một dặm vuông (9/km ²). Có 6.612 đơn vị nhà ở với mật độ trung bình là 11 trên một dặm vuông (4/km ²). Cơ cấu dân tộc gồm có 82,62% người da trắng, 15,70% da đen hay Mỹ gốc Phi, 0,32% người Mỹ bản xứ, 0,10% châu Á, Thái Bình Dương 0,02%, 0,46% từ các chủng tộc khác, và 0,79% từ hai hoặc nhiều chủng tộc. 1,77% dân số là người Hispanic hay Latino thuộc một chủng tộc nào.
Có 5.765 hộ, trong đó 30,80% có trẻ em dưới 18 tuổi sống chung với họ, 56,70% là đôi vợ chồng sống với nhau, 10,50% có nữ hộ và không có chồng, và 28,90% là các gia đình không. 26,70% hộ gia đình đã được tạo ra từ các cá nhân và 13,10% có người sống một mình 65 tuổi hoặc lớn tuổi hơn là người. Cỡ hộ trung bình là 2,43 và cỡ gia đình trung bình là 2,93.
Trong quận dân số có đột tuổi với 23,80% dưới độ tuổi 18, 8,00% 18-24, 27,40% 25-44, 24,20% từ 45 đến 64, và 16,50% từ 65 tuổi trở lên người. Độ tuổi trung bình là 39 năm. Đối với mỗi 100 nữ có 95,20 nam giới. Đối với mỗi 100 nữ 18 tuổi trở lên, đã có 91,10 nam giới.
Thu nhập trung bình cho một hộ gia đình trong quận đã được 27.885 USD, và thu nhập trung bình cho một gia đình là 34.033 đô la Mỹ. Phái nam có thu nhập trung bình 26.118 USD so với 18.637 $ đối với phái nữ. Thu nhập bình quân đầu người là 13.785 Mỹ kim. Giới 12,90% gia đình và 17,10% dân số sống dưới mức nghèo khổ, bao gồm 21,60% những người dưới 18 tuổi và 19,00% của những người 65 tuổi hoặc hơn.